# صموئيل غارسيا (منافس ألعاب قوى)
صموئيل غارسيا (بالإسبانية: Samuel García)‏ هو منافس ألعاب قوى إسباني، ولد في 4 ديسمبر 1991 في سانتا كروث دي لا بالما في إسبانيا.

## وصلات خارجية
- صموئيل غارسيا على موقع الاتحاد الدولي لألعاب القوى (الإنجليزية)
- صموئيل غارسيا على موقع الاتحاد الأوروبي لألعاب القوى (الإنجليزية)
- صموئيل غارسيا على موقع الدوري الماسي (الإنجليزية)
- صموئيل غارسيا على موقع اللجنة الأولمبية الدولية (الإنجليزية)
- صموئيل غارسيا على موقع أوليمبيديا (الإنجليزية)